# 磨石 (亞利桑那州)
磨石（英語：Whetstone）是位於美國亞利桑那州科奇斯縣的一個人口普查指定地區。根據2010年美國人口普查，該地人口為2617人，而該地的面積約為30.84平方千米。

## 地理
磨石的座標為31°42′14″N 110°20′53″W / 31.70389°N 110.34806°W，而該地最高點為海拔高度1241米（即4072英尺）。